# Félperifériás államok

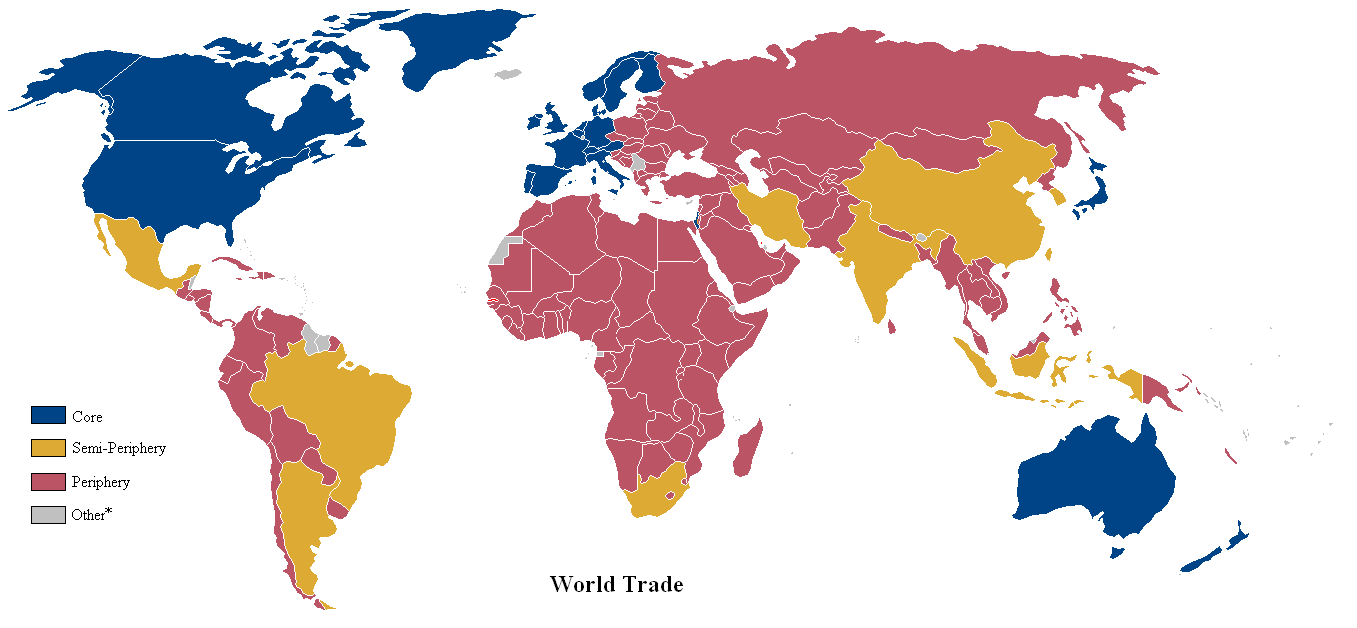
A világ országai kereskedelmi státuszuk szerint a 20. század végén, világrendszer-elméleti kategóriákba sorolva: centrumállamok(kék), félperifériás államok (sárga) és perifériás államok (piros). Dunn, Kawana, Brewer (2000) listája alapján

Félperifériás államoknak (vagy félperifériának) nevezi a világrendszer-elemzés azokat az iparosodó, nagyrészt kapitalista országokat, amelyek a centrumországokhoz és a perifériás államokhoz képest köztes helyzetűek. A félperifériás államokon egyszerre figyelhetőek meg egy centrumország és egy perifériás ország jellemzői, és gyakran földrajzilag is vagy a centrum- és periféria-területek, vagy egymással versengő centrumterületek között helyezkednek el. A félperifériának kulcsszerepe van a centrum és a periféria közötti gazdasági, politikai és társadalmi folyamatok közvetítésében.
Ezeken a területeken kifejlődhetnek innovatív technológiák vagy társadalmi és szerveződési reformok, de létrejöhet fölény is periférikus államok felett. Az ilyenfajta sikerekkel a félperiférikus állam akár centrumországgá is előreléphet. A félperiféria azonban nem csak leíró fogalom, hanem egy globális erőviszony-rendszerben betöltött pozíció, mellyel társadalmi és gazdasági változások is elemezhetővé válnak.
A világrendszer-elméletben a félperiféria a világgazdaság szerkezetének fontos alkotóeleme. Kulcsszerepe a 17.-18. századi Spanyolországéhoz és Portugáliáéhoz hasonlítható, mely államok az európai gyarmatbirodalmak kereskedelmének közvetítőiként szolgáltak.
Napjainkban a félperifériás államok általában iparosodottak, sokféle árunak nagymértékű termeléséért és exportjáért felelősek. Jellemzően átlagon felüli földrajzi területet ölelnek fel (erre példa Argentína, Kína, India, Brazília, Mexikó, Indonézia, vagy Irán), a nagyobb terület ugyanis általában nagyobb méretű piacot, illetve piaci részesedést jelent.  A félperifériás államok azonban nem mind nagyok, kisebb méretűek, mint például Izrael, Lengyelország vagy Görögország is léteznek.

## Szociológiai elmélet
A félperifériás országokban a lakosok számára viszonylag sokféle gazdasági lehetőség elérhető, mégis szélesek az osztályok közötti szakadékok. A korai világrendszer-elemzők eredetileg csak két kategóriát használtak: perifériás országokat és centrumországokat. A szükség egy közbülső kategória megfogalmazására hamar látványossá vált, megteremtve nem sokkal később a félperiféria kategóriáját azon társadalmak leírására, amelyek kiléptek a perifériából, de nem váltak a centrum részévé. Más szavakkal: e kategória azokat a társadalmakat írja le, amelyekre továbbra is jellemző külső függés, illetve bizonyos mértékű elmaradottság annak ellenére, hogy elérték az iparosodásnak egy jelentős szintjét. A félperiféria egy olyan dinamikus világrendszer elméletének része, mely elmélet fókusza a szegényebb országok gazdagabb országoktól való függése. (Ezzel bővebben a függőségelmélet foglalkozik.)  A jelzőt használni szokták egészen a 13. századig visszamenően létező országokra is. Kategóriája új szociológiai és történelmi rétegekkel bővíti a már létező fejlődéselméleteket, mindezt azokhoz hasonlóan, továbbra is eredendően kapitalista alapon.

### Funkció
A félperiféria a világrendszer stabilizálását végzi azáltal, hogy egy közbülső fokot ad annak hierarchiájába és így összeköt és közvetít az alacsony jövedelmű perifériás államok és a magas jövedelmű centrumállamok között. Egyfajta középutasokként a félperifériás államok mind a centrum, mind a periféria jellemzőivel is rendelkezhetnek. Politikai pufferzónaként is szolgálnak azáltal, hogy a kizsákmányolásnak egyszerre elkövetői és áldozatai. Ezek a területek korábban vagy a centrum részei voltak, vagy a perifériából léptek előre a világgazdaságban.
A félperifériás országok a világkereskedelem elengedhetetlen építőelemei, mivel ezek az országok képesek enyhíteni a centrum politikai nyomását a perifériára, valamint utóbbinak a visszafelé irányuló politikai tiltakozását.  Másfelől viszont a félperiféria a régió nagyobb politikai döntéseiből gyakran marad ki amiatt, hogy épp hogy kilóg a centrumállamok politikai küzdőteréből.
A félperiféria feladata felosztani a gazdasági hatalmat a centrum és a periféria között. A Wallerstein által középosztályként is nevezett félperiféria működteti a kapitalista világot hasonlóan a strukturalista funkcionalizmus elképzeléséhez, mely szociológiai szemléletben a szokások, hagyományok és intézmények mind egy-egy szervként szolgálják a test egészének helyes működését. Ezen iparosodó országok nélkül a változás soha nem érné el a perifériát.
Az iparhoz és a gazdasághoz való hozzájárulásukat nézve a jelenleg félperifériás államok félig iparosodottak. Komoly exportőrei az ásványoknak és a mezőgazdasági termékeknek, emellett gyakran fontos eleme a gazdaságuknak az ipari termelés és export. Míg ezek az előnyök megkülönböztetik a félperifériát a perifériától, a centrumországokra jellemző hatalom és gazdasági fölény hiánya, valamint a nagymértékű kezeletlen szegénység továbbra is a centrum alá helyezi a félperifériás államokat. Fontos részei a világgazdaságnak a fenti okok mellett a jellemzően átlagon fölüli területük miatt, aminek eredményeképpen átlagon fölüli piacnak tudnak otthont adni. Ennek egy elsődleges példája Kína, egy nem csak nagy területtel, de hatalmas népességgel rendelkező ország.

## Történelem és fejlődés

### 13. század

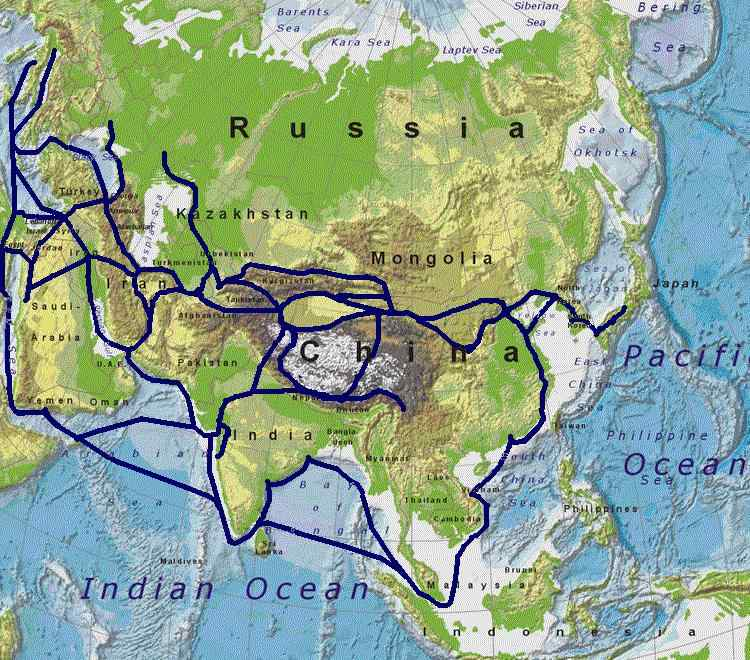
Az ókori selyemút kereskedelmi útvonalai Eurázsiában

Ebben a korszakban a félperiféria leginkább a Közel-kelettől Kínáig húzódó területen koncentrálódott, magába foglalva Indiát és a Mongol Birodalmat. Itt fordult elő a történelemben először, hogy a világ perifériái és félperifériái kapcsolatba és kereskedelembe léptek mind a centrumokkal, mind egymással. A jövedelmező kereskedelemmel és magas vámokkal ezek az államok képesek voltak egy stabil jövedelmet biztosítani maguknak és ezáltal a korszak gazdasági változásainak hajtóerőivé váltak. Ezen kívül a határvédelembe és haderőbe fektetéssel számos félperifériás állam - különösen a Mongol Birodalom - megkerülhetetlen kereskedelmi zónává vált. A földrajzi elhelyezkedés is fontos szerepet játszott, ahogy az India vízi közlekedés-beli fejlődéséből is látszik. Az Indiai-óceánt átszelő kézenfekvő útvonalon való elhelyezkedésének köszönhetően az állam megalapozta összekapcsoló szerepét Kelet és Nyugat között. A közel-keleti félperifériás államok pedig világkereskedelmi pozícióik révén váltak kulcsfontosságúvá a kínai és indiai centrumvárosok és a frissen létrejött európai városok összekapcsolásában, valamint a környék fontosabb centrumvárosai (mint például Bagdad, Kairó, vagy Áden összekötésében.

### 1300-1450

A pestis gyorsan elterjedt Európa fő tengeri és szárazföldi útvonalai mentén

A népesség és kereskedelem 13. századi, nyugat-európai növekedése után a feudális rendszer komoly gazdasági nehézségekbe ütközött a 14. és kora 15. században. A fejlődés e hanyatlásához a mezőgazdasági termelés visszaesésének, a feudális struktúrában már leszálló ágú gazdaságnak, valamint a pestisjárvány pusztító következményeinek kombinációja okozta. Nyugat-Európa visszaesése a félperifériára és perifériává tette lehetővé Olaszország, elsősorban Genova és Velence kereskedelmi hatalmának növekedését. Ezek az olasz városállamok kihasználták a Mongol Birodalommal, a Távol-Kelettel, a Közel-Kelettel és a többi mediterrán hatalommal fennálló kereskedelmi kapcsolataikat, hogy fenntartsák növekedésüket európai kereskedelmi partnereik gazdasági kudarcainak ellenére. Genova és Velence a kereskedelmi csatornákon túli befolyást is gyakoroltak. Mindketten szárazföldi és tengeri csapatokkal támogatták a keresztes hadjáratot.  Genova a Bizánci Birodalmat is segítette, amikor a tizenharmadik század végén elősegítette Konstantinápoly főváros elfoglalását. A Bizánci Birodalom kihasználta stratégiai helyzetét egyes kereskedelmi útvonalakon, valamint Nyugat-Európa hanyatlását, hogy centrum-státuszba emelkedjen egészen 1453-os bukásáig.
Ebben az időszakban Genovában és Velencében olyan laissez-faire kormányzati és intézményrendszeri formákat hoztak létre, amelyeket ma a modern kapitalizmus elődeinek tekintenek. Újabb befolyásszerzésük és újításaik ellenére e két városállam is végül a pestisjárvány áldozatává vált ugyanúgy, ahogy korábban Európa többi része. Velencének még sikerült túlélnie a déli kereskedelmi útvonallal való kapcsolatának köszönhetően, de hatalma a 15. század közepére jelentősen csökkent volt. Genovának viszont nem sikerült kihevernie sem a járványt, sem a Velencétől való késő 14. századi vereségét. Genova hanyatlása és Velence kereskedelmének átcsoportosulása a Vörös-tenger irányába szabaddá tette a Földközi-tengert és az Atlanti-óceánt Portugália és Spanyolország számára, mely államok eleve jobb földrajzi elhelyezkedéssel rendelkeztek ezen kereskedelmi útvonalak uralására.

### 1450-1700

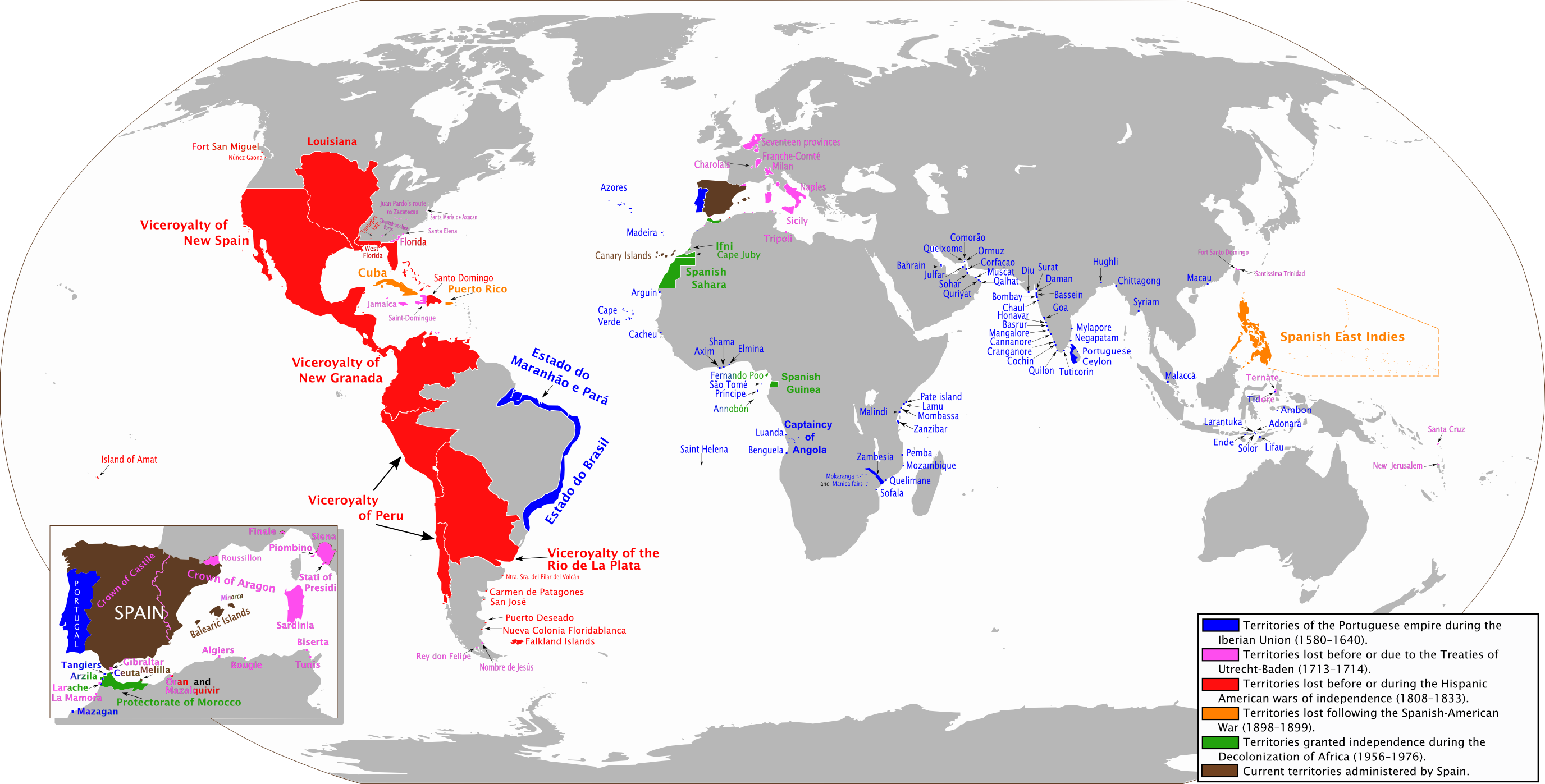
A portugál birodalmi területek (kék) 1580 és 1640 közötti átvételét követően a világ azon területei amelyek valamikor a Spanyol Birodalom (piros) alá tartoztak

A stabil gazdasági növekedés biztosítása érdekében Európa a tizenötödik és korai tizenhatodik században a kapitalista gazdasági termelés irányába indult, hogy felváltsa a bukott feudális rendszert. A modern kapitalizmus lehetővé tette az államok számára, hogy gazdaságaik meghaladjanak földrajzi és politikai határokat, létrehozva a történelem első világgazdasági rendszerét. Ennek a világrendszernek az egyik alapeleme volt a  nemzetközi munkamegosztás, amely meghatározta az országok egymás közti kapcsolatait, valamint elhelyezkedésüket a világrendszer kategóriáiban: centrum, félperiféria, periféria és a külső területek. A centrumterületek, nevezetesen Északnyugat-Európa országai (különösen Anglia, Franciaország és Hollandia) nyerték a legtöbbet a világgazdaságból. A korábbi perifériás és félig perifériás státuszukból a centrumba lépésüket erős központi kormányzatuk és katonai hatalmuk kialakulásának köszönhették, mely kombináció lehetővé tette a nemzetközi kereskedelem uralását és a gyarmatok kizsákmányolását.
A spektrum másik végén lévő perifériákon jellemző volt a központi kormányzat hiánya, a nyersanyagok centrumba exportálása és a kizsákmányoló termelési módszerek. Ebben az időszakban, különösen a 17. század vége felé, Dél-Amerika és Észak-Amerika egyes részei lettek a meghatározó periférikus zónák, mint az európai centrumországok uralmának és kapitalista kizsákmányolásának fő áldozatai. Ezeken a területeken rabszolgák és őslakos munkások állítottak elő európai exportra nyersanyagokat, megfelelően az új kapitalizmus egyik jellegzetességének, a nem csak belföldi fogyasztásra irányult árutermelésnek. A helyi arisztokrácia a kereskedelem irányításával és a világgazdaságon keresztül meggazdagodott és az államhatalom fölé emelkedett. Ez a réteg még zavaros időkben is támaszkodhatott az európai hatalmak segítségére, a gazdaság feletti kontroll megtartásában.
A centrum és a periféria között helyezkedtek a félperifériás államok, melyek hanyatlott egykori centrumrégiókból (mint Olaszország, Spanyolország és Portugália), illetve javult helyzetű korábban perifériás államokból (mint Dél-Németország és Dél-Franciaország) álltak. Spanyolország és Portugália kihasználták az itáliai hatalmak (főként Genova és Velence) hanyatlásából fakadó lehetőséget az atlanti irányítás megszerzésére. Mint ahogy az európai centrumhatalmak, Spanyolország és Portugália is erős hadiflottával és kiterjedt gyarmati területekkel rendelkezett, utóbbit pedig a természeti erőforrások és az olcsó munkaerő kizsákmányolására használtak.  Ahelyett, hogy a megnövekedett vagyonukat erős belföldi ipar megteremtésére használták volna, ahogyan azt más nyugat-európai nagyhatalmak tették, Spanyolország és Portugália centrumországokból importált késztermékeket a kizsákmányolt arany- és ezüstállományával, emiatt félperifériás helyzetbe kerülve a centrumból. Így miközben számos periférikus régió felett gyakoroltak ellenőrzést és zsákmányoltak ki - ahogy egy centrumállamra jellemző - ezek az országok nem fejlesztettek ki minőségi feldolgozóipart és a nemzetközi bankrendszerhez való hozzáférést ellentétben a centrummal, így egy lépéssel lejjebb maradva a világrendszerben a félperifériás státuszban.

### 1700-1875

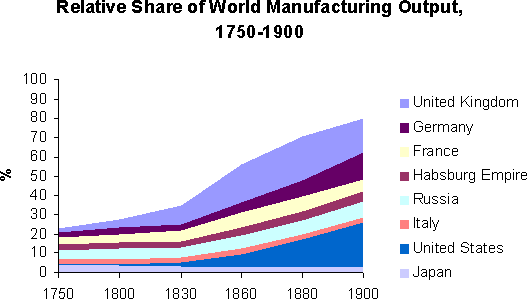
Az ipari forradalom idején a brit gyáripari termelés magasan tornyosult a többi országé fölött

Az Európa, az Amerika és a Kelet közötti kereskedelem fejlődése hatalmas nyereséget generált az európai gyarmatosító hatalmak viszonylag szűk elit kereskedő rétege számára. Ezek a kereskedők képesek voltak felhasználni nyereségeiket a mezőgazdaság és más iparágak feletti ellenőrzés átvételére.  A kereskedő osztály tovább erősítette hatalmát, a belső piacok és a késztermékek árai irányításának megszerzésével. A végeredmény az európai centrumállamok iparosodásához szükséges tőke létrejötte lett.
A korszakot a mezőgazdaságból az iparosodásba való átmenet határozta meg. Az ipar hirtelen fejlődése számos reakciót váltott ki. Számos európai állam kezdett új területeket keresni, hogy az eredeti gyarmataikon túli, még kizsákmányolható piacokat találhasson. Az európai világrendszer további régiókkal bővült, ahogy bevonta az Indiai-óceán gazdaságait, többek között Nagy-Britannia, Franciaország, Spanyolország és Portugália új gyarmatain keresztül. Korábban izolált régiók, (mint például belső-Amerikai nagy része) csatlakoztak a függetlenségüket frissen elnyert dél-amerikai országokhoz, mint a periféria részei. A tizenkilencedik századra Ázsia és Afrika is bekerültek a világrendszerbe, mint perifériás területek. Ez lehetővé tette az újabb centrumok (például az Egyesült Államok és Németország) számára, hogy javítsák centrumhelyzetüket, világrendszerben még magasabbra emelkedve.
Ezen időszak alatt zajlott a centrumrégiókban egy folyamatos átmenet a mezőgazdaság és az ipar kombinációjából az ipar kizárólagosságába. Anglia volt a világ vezető ipari és mezőgazdasági termelő állama, de mezőgazdaságban 1900-ra Anglia lakosságának csupán tíz százaléka dolgozott, mutatva az ipar relatív erősödését nem csak Angliában, hanem a centrum egészében. Az ipar felé való drámai elmozdulás az időszak végére túllépett a centrumon, ahogy a centrumrégiók ösztönözni kezdték a perifériás és félperifériás zónák iparának fejlődését, hogy a piacok fejlődésével keresletet teremtsenek az új gyári gépeknek és áruknak.

### 1875-1914

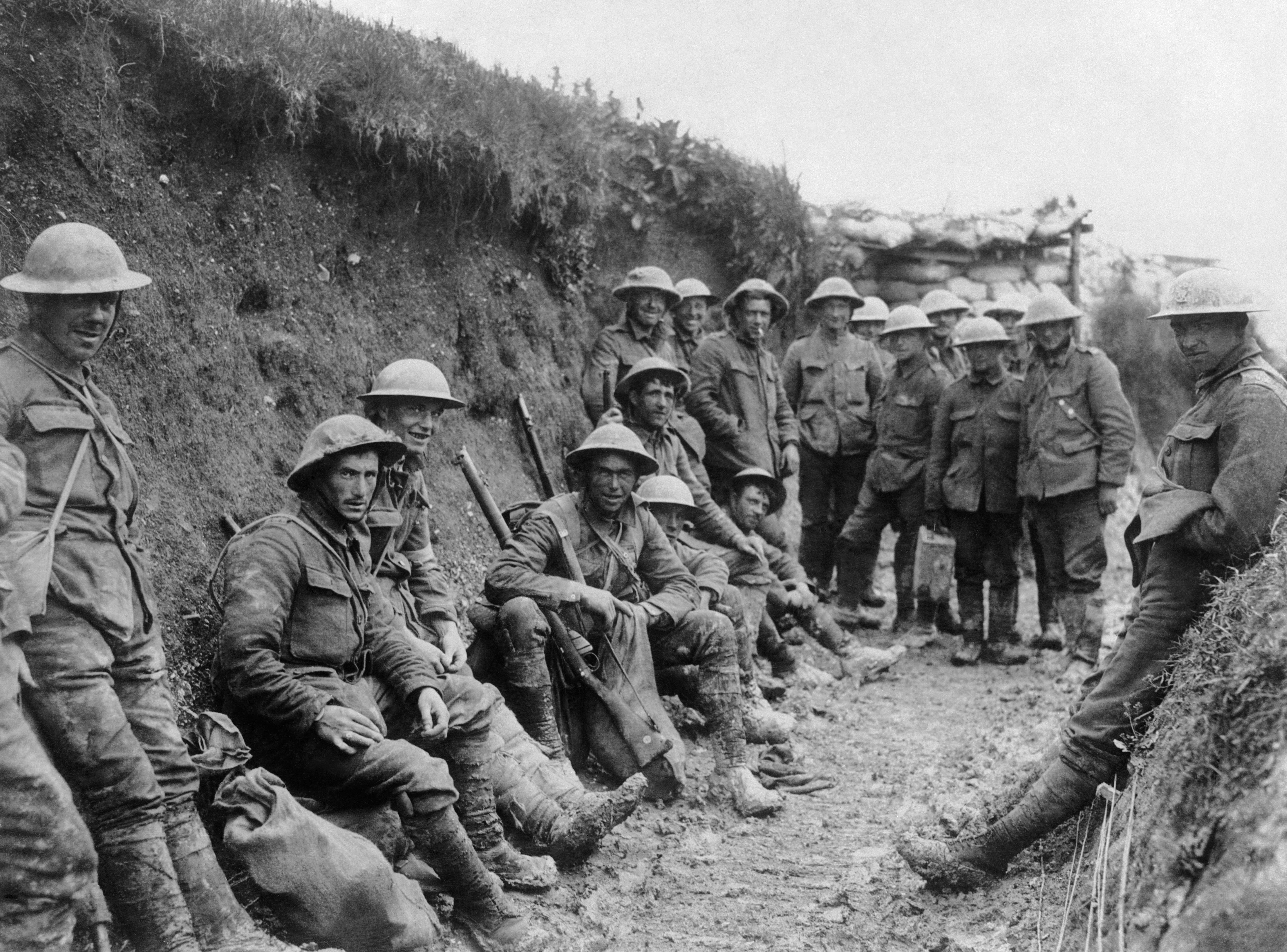
A Királyi Ír Lövészek étkezése egy közlekedőárokban

A Nyugaton kezdett elhelyezkedni a centrum és a félperiféria is, ahogy Európa a világgazdaság 80%-át uralta. A világ többi részének többsége egy változatos perifériává vált (egy fontos kivétellel: Japánnal). Ahogy a terjeszkedő politika folytatódott, olyan új centrumnemzetek emelkedtek tovább, mint Nagy-Britannia, Németország, vagy az Egyesült Államok, míg korábbi centrumok, mint például Spanyolország és Portugália a félperifériára süllyedtek. A hétköznapi ember egyéni hatalmának növekedése a demokráciával, a kommunizmussal és a forradalommal kapcsolatos eszmék terjedéséhez vezetett, átjárva a gyengébb, belső konfliktusoktól terhelt félperifériás államokat. Egyes esetekben ez a nemzet gyengüléséhez vezetett, különösen az erőszakos forradalomnak otthont adó Franciaországban. Ez hozzájárult a totalitárius vezetők felé fordulásokhoz, ahogy az Németországban és Franciaországban történt. A világháború fő kiváltó okai a nemzetek három világrendszeri osztálya közötti konfliktusok és hatalmi harcok voltak. A félperiférikusnak mondható nemzetek az erősebb, nagyobb centrumnemzetek által elnyomva érezték magukat.

### 1914-ma

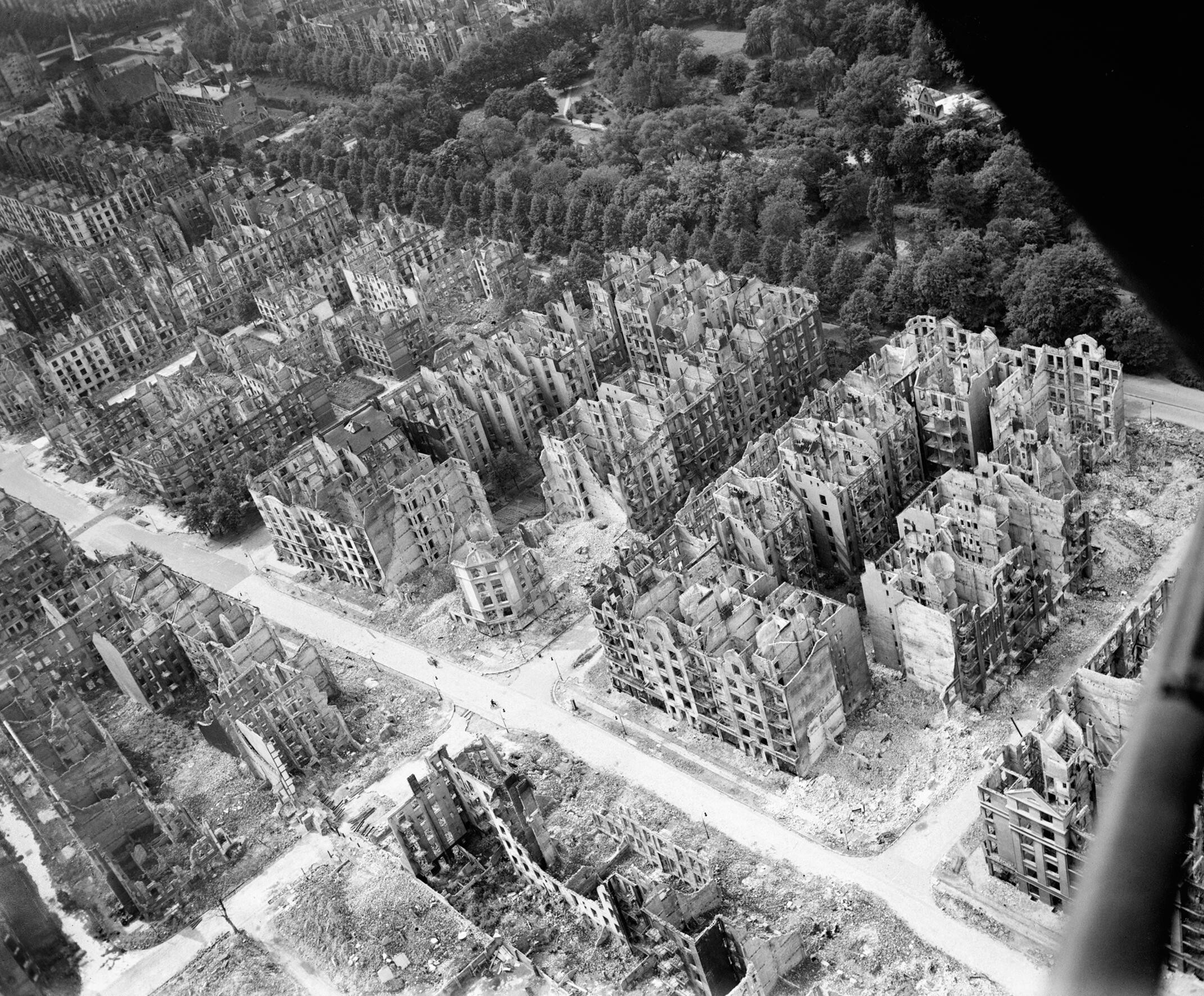
Hamburg bombázása során leégett épületek

Ezek a tendenciák folytatódtak az évszázad során, ahogy Németország, Oroszország és Japán is a centrumhoz kezdtek csatlakozni. A második világháború végén azonban Németország gyorsan a fél perifériára esett a háború sújtotta Franciaországgal együtt. Ahogy Európa többi része próbált újjáépíteni, ugyanúgy a félperifériába süllyedt, míg számos kelet-európai ország egy blokk-ként került a Szovjetunió alá. Japán szintén a félperifériára esett vissza, valamint vele együtt Kína és India, egészen a viszonylag nem régi fellendülésükig. Változások zajlottak le Észak-Amerikában is, ahol az amerikai imperializmus hatására olyan országok kerültek előnyösebb helyzetbe, mint Guatemala és a Dominikai Köztársaság. A Csendes-óceán túlsó oldalán Ausztrália is feljövőben volt, hozzájárulva a Szövetségesek győzelméhez a második világháborúban.

### Napjainkban

Fejlett gazdaságok
Fejlődő gazdaságok (nem a legfejletlenebbek)
Fejlődő gazdaságok (legfejletlenebbek)A Nemzetközi Valutaalap és az ENSZ besorolása szerint

A világ országainak emberi fejlettségi indexei (HDI) (2014-es újraszámolás alapján).

Napjainkban is megfigyelhető különböző államok le-, illetve felfele mozgása a globális hierarchiában. A korábbi gyarmati nagyhatalmaknak nincs közvetlen nemzetközi befolyása és leginkább a centrumterületük felett rendelkeznek. Erre példaként szolgálnak az európai volt nagyhatalmak, amelyeknek már nincsenek amerikai, afrikai vagy ázsiai területeik, hatalmuk sokkal inkább az Európai Unió intézményében szilárdul. Az új vezető hatalmak többnyire nem európaiak (Egyesült Államok, Kanada, Japán). Ezen fejlett országokon kívül esnek azok az országok (lásd az alábbi listát), amelyeket félperifériásnak tekinthetünk, és amelyek egyes gazdasági, politikai és társadalmi területeket uralnak, másokat nem. Ezen közbülső erők nagy része vagy a Szovjetunió felbomlásával jött létre, vagy bizonyos értékes erőforrásokban gyarapodik, mint ahogy például Szaúd-Arábia kőolajban. Bár ezek az országok semmiképpen sincsenek az említett nagyhatalmak szintjén, mégis képesek befolyást gyakorolni az elszegényedett Negyedik Világ gyengébb országaira.
A félperiférikus országokat más néven többek között szubimperiálisnak, illetve félig iparosodottnak szokás hívni. Immanuel Wallerstein három módszert ír le arra, hogy egy periférikus ország hogyan tud előrelépni a félperifériába. A nagy piaccal rendelkező országok, amelyek iparának még van tere növekedni, például Brazília, Dél-Afrika és Mexikó, valamint az értékes energiaforrásokkal rendelkező országok, például Irán és Szaúd-Arábia élhetnek a "lehetőség megragadásának" stratégiájával. Azok az országok, amelyek nyitottak a külföldi kormányzati és területi adminisztratív központokra, használhatják a "meghívásos-alapú előrelépés" stratégiáját.  Olyan kapitalista rezsimű országok alkalmazták korábban ezt a stratégiát, mint Egyiptom, Kenya, Nigéria, a Kongói Demokratikus Köztársaság, Szenegál és Elefántcsontpart. Ezek az országok függő fejlődést alkalmaznak a világgazdaságba való beilleszkedéshez és helyi dominancia teremtéséhez. Ezen kívül létezik még az önellátási stratégia, amely arra az egyszerű elméletre épül, hogy ahogy országok előrelépnek, más országok hanyatlani fognak. Afrika és Dél-Amerika számos országában voltak látványos jelei a szubimperializmusnak, illetve féligiparosodottságnak.
Wallerstein a következőképpen vizsgálja a félperifériás országok szerepét a gazdasági visszaesések idején. Gazdaságilag újradefiniálva a centrumországokra a fejlett technológia, magas profitok, magas bérek és sokszínű termelés jellemző, míg a perifériás országokra a kevesebb technológia, alacsony profitok, alacsony bérek és kevésbé sokszínű termelés. A félperifériás államok e spektrumok közepére esnek, és sajátos politikai és társadalmi szerkezetüknek köszönhetően ők tudják kihasználni legjobban a gazdasági visszaeséseket.
Ezek a gazdasági visszaesések a megnövekedett kínálat és a csökkent kereslet miatt következnek be, amelyek együttesen a többletnek és a hatalomnak a félperifériára mozdulását eredményezik. A félperifériás régiók úgy használják ki ezeket a helyzeteket, hogy a centrumországok rovására terjesztik ki a hazai és a környező perifériás piacok feletti ellenőrzésüket. A befolyás ilyen átrendeződésének alapvető oka a szűkösség gazdasági alapelvéből származtatható. Mindaddig, amíg a centrumországok biztosítják az áruik szűkösségét, válogatni tudnak az azokért versengő félperifériás és perifériás országok között. Túltermelés idején a centrumországok versengenek egy kisebb piacért. Ez a verseny lehetővé teszi a félperifériás nemzetek számára, hogy ők válogathassanak a centrumországok között, nem pedig fordítva, az árubeszerzést, a gyári beruházásokat és az árueladást illetően, az erőegyensúlyt eltolva a félperiféria irányába. Noha gazdasági válságok idején általában jellemző ez az eltolódás, kevés olyan példa hozható fel, amikor egy félperiférikus ország ezt kihasználva centrumstátuszba lépett volna át. Az ilyesmihez a félperifériás államoknak nem csak a gyengébb centrumországok, hanem más félperifériás államok fölötti pillanatnyi előnyöket kell kihasználniuk. Az, hogy erre mennyire képesek határozza meg a félperiférián belüli elhelyezkedésüket.

## Hatások

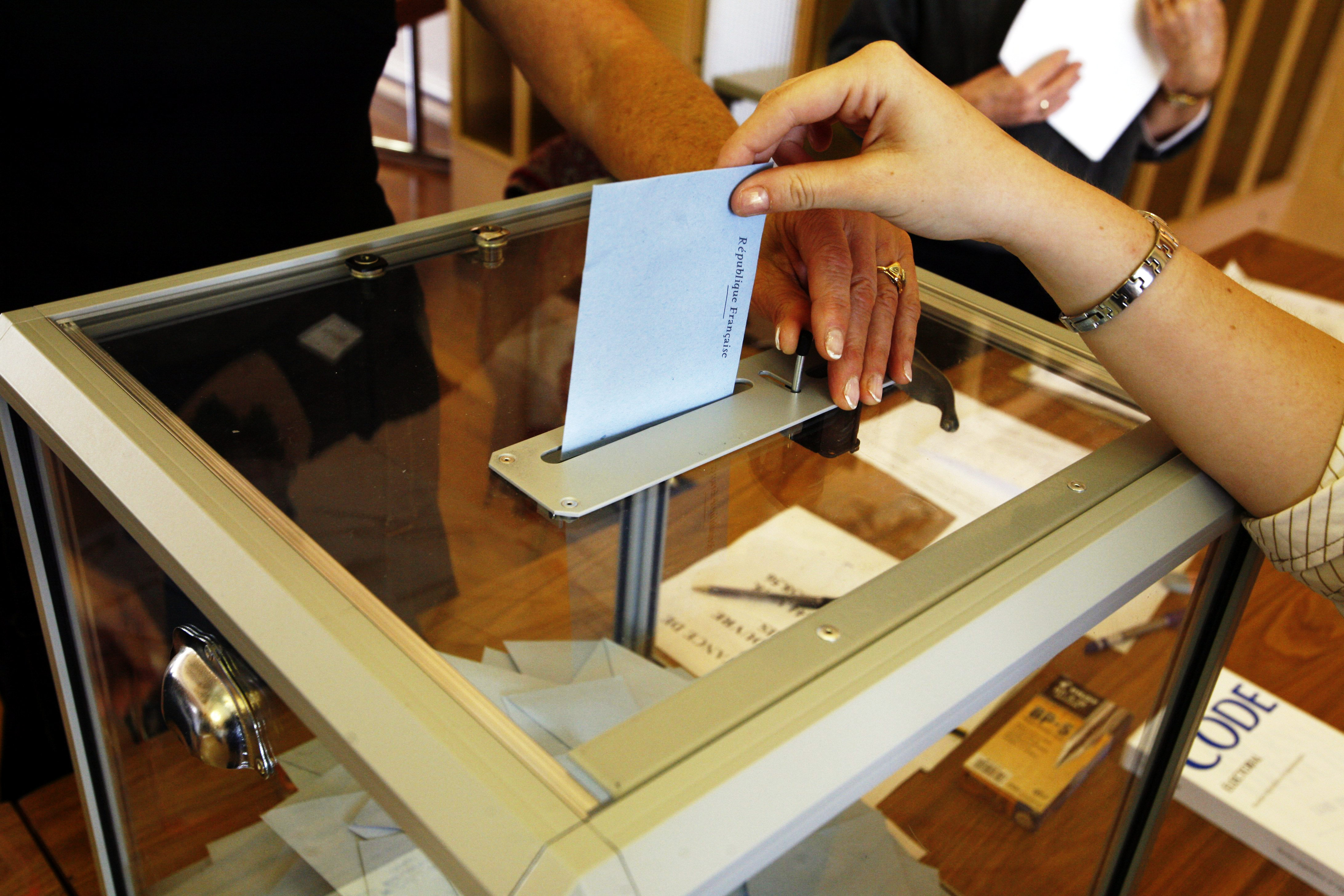
Szavazóurna

A félperifériás nemzetek a világkereskedelem korai szakasza óta játszanak fontos szerepet a globális árucserében és interakcióban. Ez a "középtér" a centrum nagyhatalmak és a távoli periféria között létrehozta a két zóna közötti könnyebb interakciók terét. Egy példa: a 13. századi világrendszerben a Földközi-tenger partja mentén elhelyezkedő félperifériás területek bonyolították a kereskedelmet a manufaktúráktól sűrűbb Észak-Európa perifériái, valamint India és Kína centrumállamok között. John Markoff, a Pittsburgh-i Egyetem szociológusa emellett megjegyzi, hogy a politikai újítások, különösen a demokráciát előmozdítók, a félperifériából származnak. Szerinte a stabil centrumállamokban a profitérdek visszatartotta, a mélyszegény perifériákon pedig az instabilitás túl kockázatossá tette a nagy reformokat. Emiatt a félperiférián volt lehetőség inkább olyan demokratikus újítások implementálására, mint a választójog kibővítése, vagy a titkos szavazás intézménye.

## Félperifériás országok listája
Wallerstein 1976-ban a következő országokat titulálta félperifériásnak.
| Algéria  | Argentína     | Brazília    | Kína         | Egyiptom    | Finnország | Görögország   |
| India    | Indonézia     | Izrael      | Irán         | Olaszország | Malajzia   | Mexikó        |
| Norvégia | Lengyelország | Portugália  | Szaúd-Arábia | Szingapúr   | Dél-Korea  | Spanyolország |
| Nigéria  | Tajvan        | Törökország | Venezuela    | Zaire       |            |               |

Az alábbi a félperifériás államok listája Wallerstein esszéinek egy frissített változata alapján (1997).
| Algéria                         | Argentína   | Ausztria     | Brazília                | Bulgária      | Kína        | Kuba      | Csehország    |
| Kongói Demokratikus Köztársaság | Egyiptom    | Finnország   | Görögország             | Magyarország  | India       | Indonézia | Irán          |
| Izrael                          | Olaszország | Mexikó       | Új-Zéland               | Nigéria       | Norvégia    | Dél-Korea | Lengyelország |
| Portugália                      | Románia     | Szaúd-Arábia | Dél-afrikai Köztársaság | Spanyolország | Törökország | Ukrajna   |               |
| Uruguay                         | Venezuela   | Vietnám      |                         |               |             |           |               |

Alább a félperiférikus országok vannak Dunn, Kawana és Brewer (2000) szerint.
| Argentína | Brazília                | Kína   | Hongkong | India     |
| Indonézia | Irán                    | Izrael | Mexikó   | Szingapúr |
| Dél-Korea | Dél-afrikai Köztársaság | Tajvan |          |           |

Ez pedig a félperiféria felsorolás Babones (2005) szerint, aki megjegyzi, hogy listája olyan országokból áll, amelyeket "következetesen soroltak a világgazdaság három zónájának [centrum, félperiféria, periféria] egyike közé a teljes 28-éves kutatási időszak alatt".
| Belize                  | Brazília | Chile       | Fidzsi-szigetek | Magyarország       |
| Jamaica                 | Malajzia | Mexikó      | Panama          | Seychelle-szigetek |
| Dél-afrikai Köztársaság | Tunézia  | Törökország | Uruguay         |                    |

## Lásd még
- Centrum-periféria
- Függőségelmélet
- Fejlődő országok
- Második világ

## További irodalom
- Kaplan, David H .; Wheeler, James O .; Holloway, James O. Urban Geography . York, Pennsylvania: John Wiley & Sons, Inc., 2004., p. 412.
- Windows on Humanity: Conrad Phillip KOTTAK. 17. fejezet, 390. oldal.